# NORAD
NORAD ili North American Aerospace Defense Command (Severnoamerička komanda vazdušne odbrane) ime je za združenu vazdušnu komandu SAD-a i Kanade koja ima zadatak da održava suverenost, uzbunjivanje i odbranu Severne Amerike. Središte NORAD-ove komande nalazi se u Vazdušnoj bazi Peterson u okrugu El Paso, pokraj Kolorado Springsa, u Koloradu.